# Parafia św. Marii Magdaleny w Sośnicy
Parafia Świętej Marii Magdaleny w Sośnicy – parafia rzymskokatolicka znajdująca się w diecezji kaliskiej, w dekanacie Dobrzyca.